# Ministrowie żywności Wielkiej Brytanii
W czasie I i II wojny światowej z brytyjskiego ministerstwa rolnictwa wyodrębniono specjalny dział administracji, który odpowiadał za racjonowanie żywności w okresie wojny. Urząd ten istniał dwukrotnie. W latach 1916–1921 pod nazwą ministra kontroli żywności (en. Minister of Food Control), a w latach 1939–1954 ministra żywności (en. Minister of Food).

## Lista ministrów kontroli żywności
| Minister                           | Czas urzędowania                  |
| ---------------------------------- | --------------------------------- |
| Hudson Kearley, 1. baron Devonport | 10 grudnia 1916 – 19 czerwca 1917 |
| David Thomas, 1. baron Rhondda     | 19 czerwca 1917 – 9 lipca 1918    |
| John Robert Clynes                 | 9 lipca 1918 – 10 stycznia 1919   |
| George Henry Roberts               | 10 stycznia 1919 – 19 marca 1920  |
| Charles McCurdy                    | 19 marca 1920 – 31 marca 1921     |

## Lista ministrów żywności
| Minister                            | Czas urzędowania                            |
| ----------------------------------- | ------------------------------------------- |
| William Morrison                    | 4 września 1939 – 3 kwietnia 1940           |
| Frederick Marquis, 1. baron Woolton | 3 kwietnia 1940 – 11 listopada 1943         |
| John Llewellin                      | 11 listopada 1943 – 26 lipca 1945           |
| Ben Smith                           | 3 sierpnia 1945 – 26 maja 1946              |
| John Strachey                       | 27 maja 1946 – 28 lutego 1950               |
| Maurice Webb                        | 28 lutego 1950 – 26 października 1951       |
| Gwilym Lloyd George                 | 31 października 1951 – 18 października 1954 |